# Tug of War (album van Paul McCartney)
Tug of War (Engels voor touwtrekken) is het derde soloalbum van Paul McCartney. Het album werd in april 1982 uitgebracht - een jaar na de opheffing van Wings - en is tevens zijn elfde sinds het uiteenvallen van de Beatles in 1970.

## Achtergrond
De voorbereidingen voor het album begonnen in juli 1980, vlak na het uitkomen van voorganger McCartney II. Oorspronkelijk zou McCartney weer samenwerken met zijn Wings-collega's Denny Laine, Laurence Juber en Steve Holley, maar na drie maanden werd duidelijk dat de nieuwe nummers niet bij de band pasten. Beatles-producer George Martin kwam er bij voor de opname van onder meer We All Stand Together voor een tekenfilm over Bruintje Beer (waarvan McCartney de rechten bezat), en op zijn advies werd Tug of War een solo-album. Enkel Denny Laine werkte mee aan de B-kant Rainclouds die op 9 december 1980 tot stand kwam. Deze sessie werd echter afgebroken omdat McCartney zwaar was aangeslagen door het nieuws dat collega-ex-Beatle en mede-songschrijver John Lennon de avond tevoren in New York werd doodgeschoten.
Twee maanden later hervatte McCartney de opnamen op het Caribische eiland Montserrat met gastmuzikanten als Stevie Wonder, Stanley Clarke, Carl Perkins en Ringo Starr. De sessie duurde van 3 februari tot 2 maart 1981 en werd afgesloten met Ebony and Ivory en What's That You're Doing, de nummers waarop Stevie Wonder meespeelt. Daarna werd het album in Londen afgemaakt met bijdragen van onder meer 10cc-gitarist Eric Stewart. De sessies waren zo productief dat er genoeg nummers overbleven voor een tweede album (Pipes of Peace) dat in 1983 werd uitgebracht. 

## Ontvangst
Voorafgaand aan de albumrelease verscheen Ebony and Ivory, een van de duetten met Stevie Wonder, op single; het werd een nr. 1-hit in diverse landen. Ook Tug of War voerde wereldwijd de albumlijsten aan; het verkocht miljoenen exemplaren en werd McCartney grootste succes sinds de hoogtijdagen van Wings midden jaren 70. In 1983 ontving het een nominatie bij de Grammy Awards. Na Ebony & Ivory werden ook Take It Away en het titelnummer op single uitgebracht. In Nederland verkreeg albumtrack Dress Me Up as a Robber bekendheid doordat Henk Spaan en Harry Vermeegen het gebruikten als herkenningstune van hun satirische programma's Pisa en Verona.

## Heruitgaven
- Op 29 februari 1984 verscheen de eerste (Amerikaanse) cd-uitgave.
- In 1993 volgde de geremasterde versie als onderdeel van The Paul McCartney Collection; er stonden geen bonustracks op, en de B-kanten Rainclouds en I'll Give You a Ring (respectievelijk van Ebony and Ivory en Take It Away) waren weggelaten.
- In 2007 werd Tug of War opnieuw geremasterd voor iTunes met als bonustrack een soloversie van Ebony and Ivory.
- Op 2 oktober 2015 werd het album heruitgebracht als onderdeel van The Paul McCartney Archive Collection. Deze uitgave bevatte zowel de geremixte versie van het album als de originele mix, en een aantal videoclips.

## Tracklijst
Alle nummers zijn geschreven door Paul McCartney, alleen "What's That You're Doing?" is medegeschreven door Stevie Wonder.
Kant A
1. "Tug of War" – 4:22
2. "Take It Away" – 4:14
3. "Somebody Who Cares" – 3:19
4. "What's That You're Doing?" (duet met Stevie Wonder) – 6:19
5. "Here Today" – 2:27

Kant B
1. "Ballroom Dancing" – 4:07
2. "The Pound Is Sinking" – 2:54
3. "Wanderlust" – 3:49
4. "Get It" (duet met Carl Perkins) – 2:29
5. "Be What You See (Link)" – 0:34
6. "Dress Me Up as a Robber" – 2:41
7. "Ebony and Ivory" (duet met Stevie Wonder) – 3:46

iTunes bonustrack
1. "Ebony and Ivory" (soloversie) – 3:46
B-kant van "Ebony and Ivory"

### 2015 remaster
In 2015 werd het album opnieuw uitgebracht door Hear Music/Concord Music Group als onderdeel van een zesde set releases, waaronder Pipes of Peace, in de Paul McCartney Archive Collection. Het werd in meerdere formats uitgebracht:
- Standard Edition 2-CD; geremixte versie van de originele 12 albumtracks op cd 1, plus 11 bonustracks op cd 2.
- Deluxe Edition 3CD/1DVD Box Set + tekstboek van 112 pagina's en fotoalbum van 64 pagina's;
- Super Deluxe CD/DVD 3CD/1DVD Box Set + tekstboek van 112 pagina's en fotoalbum van 64 pagina's + limited edition kunststofhoes
- Remastered vinyl De vinylalbums zijn ook verkrijgbaar als speciale klaphoesuitgave met downloadkaart.

Digitaal
Standaard:
Standaard Res – zonder Ebooklet
Standaard Res – met Ebooklet
Gemasterd voor iTunes – zonder Ebooklet
Hi-Res – 24-bit/96 kHz – met Ebooklet
Deluxe:
Standaard Res (met of zonder Ebooklet)
Gemasterd voor iTunes (met Ebooklet)
Hi-Res – 24-bit/96 kHz (met Ebooklet)
Disc 1 – geremixte album
Geremixte versie van de originele 12 abumtracks.
Disc 2 – originele album (alleen Deluxe Edition)
De originele 12 abumtracks.
Bonus Audio (disc 2 Standard Version, disc 3 Deluxe Edition)
1. "Stop, You Don't Know Where She Came From" (demo) – 1:44
2. "Wanderlust" (demo) – 1:46
3. "Ballroom Dancing" (demo) – 2:04
4. "Take It Away" (demo) – 5:37
5. "The Pound Is Sinking" (demo) – 2:35
6. "Something That Didn't Happen" (demo) – 2:17
7. "Ebony and Ivory" (demo) – 1:46
8. "Dress Me Up as a Robber/Robber Riff" (demo) – 3:42
Nrs 1–8 niet eerder uitgebracht
9. "Ebony and Ivory" (soloversie) – 3:50
B-kant van "Ebony and Ivory"
10. "Rainclouds" (Medegeschreven door Denny Laine) – 3:13
B-kant van "Ebony and Ivory"
11. "I'll Give You a Ring" – 3:09
B-kant van "Take It Away"

Extra downloadnummers verkrijgbaar via paulmccartney.com
1. "Take It Away" (singleversie) – 4:05

Disc 4 – DVD
1. "Tug of War" videoclip (Versie 1)
2. "Tug of War" videoclip (Versie 2)
3. "Take It Away" videoclip
4. "Ebony and Ivory" videoclip
5. "Fly TIA" – Behind The Scenes on Take It Away (nieuwe 18 minuten lange documentaire met niet eerder vertoonde archiefbeelden)